# Karakeçili
Karakeçili là một huyện thuộc tỉnh Kırıkkale, Thổ Nhĩ Kỳ. Huyện có diện tích 170 km² và dân số thời điểm năm 2007 là 3835 người, mật độ 23 người/km².